# LOVELY JUBBLY
『LOVELY JUBBLY』（ラブリー・ジャブリー）はFIELD OF VIEWの4枚目のアルバム。

## 内容
- タイトルから初めて「FIELD OF VIEW」のバンド名が外れ、作詞・作曲でメンバー単独メインによる製作楽曲の割合が増えるなど、よりセルフプロデュース色が濃くなった作品。
- 「Time is gone」の後にシークレットトラックとして「Still (Abbey road mix)」を収録。

## 収録曲
1. Still
作詞:浅岡雄也、作曲:FIELD OF VIEW、編曲:FIELD OF VIEW・徳永暁人
2. Loversday
作詞・作曲:浅岡雄也、編曲:大島康祐・FIELD OF VIEW
3. 夏の片隅で
作詞:小田佳奈子、作曲:新津健二、編曲:池田大介・FIELD OF VIEW
4. 青い傘で
作詞:AZUKI七、作曲:大野愛果、編曲:徳永暁人・FIELD OF VIEW
5. 君。
作詞:浅岡雄也、作曲:小田孝、編曲:池田大介・FIELD OF VIEW
6. Sunday morning
作詞:浅岡雄也、作曲:小橋琢人、編曲:FIELD OF VIEW・池田大介
7. 12月の魔法
作詞・作曲:浅岡雄也、編曲:池田大介・FIELD OF VIEW
8. Cloudysky
作詞:浅岡雄也、作曲:小田孝、編曲:徳永暁人・FIELD OF VIEW
9. Fly to Xxxx
作詞:浅岡雄也、作曲:小橋琢人、編曲:大島康祐・FIELD OF VIEW
10. CRASH
作詞:AZUKI七、作曲:綿貫正顕、編曲:池田大介
11. Time is gone
作詞:浅岡雄也、作曲:新津健二、編曲:池田大介・FIELD OF VIEW

## ゲストミュージシャン
- 宇徳敬子
- 増崎孝司 (DIMENSION)
- 小野塚晃 (DIMENSION)
- 相原秀章
- 古川真一
- 綿貫正顕
- 三好誠 (rumania montevideo)
- 岡本仁志
- 飯島拓也